# 2600 Lumme
2600 Lumme eller 1980 VP är en asteroid i huvudbältet som upptäcktes den 9 november 1980 av den amerikanske astronomen Edward L.G. Bowell vid Anderson Mesa Station. Den är uppkallad efter den finske astronomen Kari Lumme.
Asteroiden har en diameter på ungefär 15 kilometer och den tillhör asteroidgruppen Eos.